# Elezioni federali in Germania del 2021
Le elezioni federali in Germania del 2021 si sono tenute il 26 settembre per il rinnovo del Bundestag.

## Sistema elettorale
Il sistema elettorale tedesco è sostanzialmente proporzionale con soglia di sbarramento. La particolarità sta nel fatto che la metà dei seggi (eccetto seggi addizionali, Ausgleichsmandate) sono assegnati tramite collegi uninominali e, per questo, l'elettore dispone di due voti, denominati rispettivamente primo voto (Erststimme) e secondo voto (Zweitstimme). Va precisato che l'uso di questa terminologia non sottintende un ordine di importanza. Entrambi i voti, infatti, hanno una funzione specifica e, semmai, è il secondo voto a determinare i rapporti di forza tra i vari partiti.
Tramite il primo voto l'elettore esprime una preferenza per uno dei candidati presenti nel proprio collegio uninominale o circoscrizione; il candidato più votato di ciascun collegio risulta eletto. Scopo del primo voto è di creare un rapporto più diretto tra eletti ed elettori. Al momento il territorio federale è suddiviso in 299 collegi e in ciascuno di essi viene eletto direttamente un deputato (la riforma elettorale del 2020 ha però stabilito che, a partire dal 1º gennaio 2024, i collegi uninominali saranno ridotti da 299 a 280).
Il secondo voto serve invece a determinare, concretamente, la suddivisione dei seggi tra i vari partiti e pertanto è determinante per la formazione di possibili maggioranze di governo. Con il secondo voto l'elettore è chiamato a scegliere un partito politico, i cui candidati sono fissati su una lista per ciascun Land (detta "Landesliste"). Tutti i 598 seggi del Bundestag sono suddivisi tra i partiti in base alla percentuale dei secondi voti in ciascun Land, escludendo i partiti che abbiano ottenuto meno del 5% dei secondi voti sul livello federale e meno di tre deputati eletti direttamente tramite i primi voti. A questi vanno sommati gli eventuali mandati in eccedenza ottenuti dai singoli partiti grazie al primo voto. La riforma elettorale del 2020 ha però leggermente modificato il meccanismo di calcolo del numero minimo dei seggi da attribuire ai partiti a livello nazionale: viene cioè preso in considerazione il numero più alto tra quello dei mandati diretti ottenuti dai partiti nei singoli Länder e quello, arrotondato per eccesso, che costituisce la media tra il numero dei mandati diretti e il numero dei seggi assegnati ai partiti nei singoli Länder.
A questo punto, scatta il meccanismo della compensazione: vengono cioè attribuiti dei seggi aggiuntivi ai partiti che hanno superato la soglia di sbarramento oppure che hanno vinto almeno 3 seggi grazie al primo voto in modo da rispecchiare la proporzione dei secondi voti ottenuti dai partiti. La riforma elettorale del 2020 ha però stabilito che fino a 3 mandati in eccedenza possano non essere compensati.

## Liste e candidati

### Principali formazioni politiche
| Leader | Leader            | Designazione                            | Partito                                                                                  |
| ------ | ----------------- | --------------------------------------- | ---------------------------------------------------------------------------------------- |
|        | Armin Laschet     | Kanzlerkandidat                         | Unione Cristiano-Democratica di Germania (CDU) Unione Cristiano-Sociale in Baviera (CSU) |
|        | Olaf Scholz       | Kanzlerkandidat                         | Partito Socialdemocratico di Germania (SPD)                                              |
|        | Annalena Baerbock | Spitzenkandidatin und Kanzlerkandidatin | Alleanza 90/I Verdi (GRÜNE)                                                              |
|        | Robert Habeck     | Spitzenkandidat                         | Alleanza 90/I Verdi (GRÜNE)                                                              |
|        | Janine Wissler    | Spitzenkandidatin                       | La Sinistra (DIE LINKE)                                                                  |
|        | Dietmar Bartsch   | Spitzenkandidat                         | La Sinistra (DIE LINKE)                                                                  |
|        | Alice Weidel      | Spitzenkandidatin                       | Alternativa per la Germania (AfD)                                                        |
|        | Tino Chrupalla    | Spitzenkandidat                         | Alternativa per la Germania (AfD)                                                        |
|        | Christian Lindner | Spitzenkandidat                         | Partito Liberale Democratico (FDP)                                                       |

## Sondaggi
Esistono diverse pagine web con sintesi dei sondaggi attuali: Wahlrecht.de o Dawum.de

## Risultati
| Liste                                                           | Maggioritario | Maggioritario | Maggioritario | Proporzionale | Proporzionale | Proporzionale | Totale seggi |
| Liste                                                           | Voti          | %             | Seggi         | Voti          | %             | Seggi         | Totale seggi |
| --------------------------------------------------------------- | ------------- | ------------- | ------------- | ------------- | ------------- | ------------- | ------------ |
| Partito Socialdemocratico di Germania                           | 12 234 690    | 26,11         | 121           | 11 955 434    | 25,74         | 85            | 206          |
| Unione Cristiano-Democratica di Germania                        | 10 451 524    | 22,30         | 98            | 8 775 471     | 18,90         | 54            | 152          |
| Alleanza 90/I Verdi                                             | 6 469 081     | 13,80         | 16            | 6 852 206     | 14,75         | 102           | 118          |
| Partito Liberale Democratico                                    | 4 042 951     | 8,63          | -             | 5 319 952     | 11,45         | 92            | 92           |
| Alternativa per la Germania                                     | 4 695 611     | 10,02         | 16            | 4 803 902     | 10,35         | 67            | 83           |
| Unione Cristiano-Sociale in Baviera                             | 2 788 048     | 5,95          | 45            | 2 402 827     | 5,18          | -             | 45           |
| Die Linke                                                       | 2 307 536     | 7,06          | 3             | 2 270 906     | 4,89          | 36            | 39           |
| Liberi Elettori                                                 | 1 334 793     | 2,88          | -             | 1 127 784     | 2,54          | -             | -            |
| Partito per l'Umanità, l'Ambiente e la Protezione degli Animali | 163 201       | 0,35          | -             | 675 353       | 1,52          | -             | -            |
| Die Basis                                                       | 735 451       | 1,59          | -             | 630 153       | 1,42          | -             | -            |
| Die PARTEI                                                      | 543 145       | 1,17          | -             | 461 570       | 1,04          | -             | -            |
| Team Todenhöfer                                                 | 5 700         | 0,01          | -             | 214 535       | 0,48          | -             | -            |
| Partito Pirata                                                  | 60 839        | 0,13          | -             | 169 923       | 0,38          | -             | -            |
| Volt Germania                                                   | 78 339        | 0,17          | -             | 165 474       | 0,37          | -             | -            |
| Partito Ecologico-Democratico                                   | 152 792       | 0,33          | -             | 112 314       | 0,25          | -             | -            |
| Partito Nazionaldemocratico di Germania                         | 1 090         | 0,00          | -             | 64 574        | 0,15          | -             | -            |
| Associazione degli Elettori del Sud Schleswig                   | 35 027        | 0,08          | -             | 55 578        | 0,13          | 1             | 1            |
| Partito per la Ricerca Sanitaria                                | 2 842         | 0,01          | -             | 49 349        | 0,11          | -             | -            |
| Partito degli Umanisti                                          | 12 730        | 0,03          | -             | 47 711        | 0,11          | -             | -            |
| Altri <0,10%                                                    | 246 677       | 0,53          | -             | 287 007       | 0,65          | -             | -            |
| Totale                                                          | 46 362 013    |               | 299           | 44 442 023    |               | 437           | 736          |

| Riepilogo dei voti (+/- elezioni 2017)   | Riepilogo dei voti (+/- elezioni 2017)   | Riepilogo dei voti (+/- elezioni 2017)   | Riepilogo dei voti (+/- elezioni 2017) | Riepilogo dei voti (+/- elezioni 2017) | Riepilogo dei voti (+/- elezioni 2017) | Riepilogo dei voti (+/- elezioni 2017) |
| ---------------------------------------- | ---------------------------------------- | ---------------------------------------- | -------------------------------------- | -------------------------------------- | -------------------------------------- | -------------------------------------- |
| Partito Socialdemocratico di Germania    | Partito Socialdemocratico di Germania    | Partito Socialdemocratico di Germania    |                                        |                                        | 26,90%                                 | ▲ 5,2                                  |
| Unione Cristiano-Democratica di Germania | Unione Cristiano-Democratica di Germania | Unione Cristiano-Democratica di Germania |                                        |                                        | 19,75%                                 | ▼ 7,9                                  |
| Alleanza 90/I Verdi                      | Alleanza 90/I Verdi                      | Alleanza 90/I Verdi                      |                                        |                                        | 15,42%                                 | ▲ 5,8                                  |
| Partito Liberale Democratico             | Partito Liberale Democratico             | Partito Liberale Democratico             |                                        |                                        | 11,97%                                 | ▲ 0,7                                  |
| Alternative für Deutschland              | Alternative für Deutschland              | Alternative für Deutschland              |                                        |                                        | 10,81%                                 | ▼ 2,3                                  |
| Unione Cristiano-Sociale in Baviera      | Unione Cristiano-Sociale in Baviera      | Unione Cristiano-Sociale in Baviera      |                                        |                                        | 5,41%                                  | ▼ 1,0                                  |
| Die Linke                                | Die Linke                                | Die Linke                                |                                        |                                        | 5,11%                                  | ▼ 4,3                                  |
| Liberi Elettori                          | Liberi Elettori                          | Liberi Elettori                          |                                        |                                        | 2,54%                                  | ▲ 1,4                                  |
| Tierschutzpartei                         | Tierschutzpartei                         | Tierschutzpartei                         |                                        |                                        | 1,52%                                  | ▲ 0,6                                  |
| Die Basis                                | Die Basis                                | Die Basis                                |                                        |                                        | 1,42%                                  | ▲ 1,4                                  |
| Die PARTEI                               | Die PARTEI                               | Die PARTEI                               |                                        |                                        | 1,04%                                  | ━                                      |
| Altri <1,00%                             | Altri <1,00%                             | Altri <1,00%                             |                                        |                                        | 2,62%                                  | ▼ 1,4                                  |
| Riepilogo dei seggi (+/- elezioni 2017)  |                                          |                                          |                                        |                                        |                                        |                                        |
|                                          |                                          |                                          |                                        |                                        |                                        |                                        |
| Linke                                    | 39                                       | ▼ 30                                     |                                        | SPD                                    | 206                                    | ▲ 53                                   |
| Verdi                                    | 118                                      | ▲ 51                                     |                                        | SSW                                    | 1                                      | ▲ 1                                    |
| FDP                                      | 92                                       | ▲ 12                                     |                                        | CDU                                    | 152                                    | ▼ 48                                   |
| CSU                                      | 45                                       | ▼ 1                                      |                                        | AFD                                    | 83                                     | ▼ 11                                   |

## Esito
Il Partito Socialdemocratico di Germania (SPD) ha ottenuto il suo miglior risultato dal 2005, arrivando a prendere il 25,74% dei secondi voti; è anche la prima volta dalle elezioni del 2002 che emerge come il più grande partito del Bundestag.
L'Unione CDU/CSU, al contrario, orfana di Angela Merkel, ha ricevuto il suo peggior risultato nella storia tedesca. La prima, con il 18,90% dei voti, ha eclissato il precedente peggior risultato delle elezioni del 1949.
Il Partito Liberale Democratico (FDP) e l'Alleanza 90/I Verdi hanno ottenuto il loro miglior risultato, raddoppiando il numero di rappresentanti all'interno del Bundestag rispetto alle elezioni del 2017. L'Alternativa per la Germania (AfD) e, soprattutto, Die Linke, che pur non superando la soglia di sbarramento del 5% è entrata nel Bundestag grazie alla vittoria in 3 collegi uninominali, di cui 1 a Lipsia e 2 nell'ex Berlino Est, hanno infine visto ridimensionata la propria rappresentanza parlamentare.
L'Associazione degli Elettori del Sud Schleswig (SSW), il partito regionale dello Schleswig-Holstein che rappresenta le minoranze danesi e frisoni dello stato federato, ha ottenuto per la seconda volta dopo il 1949 un seggio al Bundestag.
Va osservato il fatto che, poiché la Unione Cristiano-Sociale in Baviera (CSU) ha ottenuto 11 mandati in eccedenza vincendo in 45 dei 46 collegi uninominali della Baviera, la disposizione che ha modificato il metodo di calcolo del numero minimo dei seggi a livello nazionale non ha avuto alcun effetto; di contro, se il meccanismo di compensazione non fosse stato modificato il Bundestag avrebbe avuto 787 deputati, cioè 51 membri in più (non sono stati compensati 3 degli 11 seggi eccedenti ottenuti dalla CSU).